# Chlorophorus favieri
Chlorophorus favieri är en skalbaggsart som först beskrevs av Leon Fairmaire 1873.  Chlorophorus favieri ingår i släktet Chlorophorus och familjen långhorningar. Inga underarter finns listade i Catalogue of Life.